# Arise (album)
Pour les articles homonymes, voir Arise.
Albums de Sepultura
Beneath the Remains
(1989) Chaos A.D.
(1993)
Arise est le 4e album studio du groupe de thrash metal brésilien Sepultura, il est sorti en 1991 sous le label Roadracer Records (futur Roadrunner Records).
Trois singles sont extraits de cet album : Arise, Dead Embryonic Cells et Under Siege (Regnum Irae).

## Liste des chansons
1. Arise (3:18) (Max Cavalera / Sepultura)
2. Dead Embryonic Cells (4:52) (Max Cavalera / Sepultura)
3. Desperate Cry (6:40) (Andreas Kisser / Sepultura)
4. Murder (3:26) (Max Cavalera / Sepultura)
5. Subtraction (4:46) (Andreas Kisser / Sepultura)
6. Altered State (6:34) (Andreas Kisser / Sepultura)
7. Under Siege (Regnum Irae) (4:53) (Max Cavalera / Sepultura)
8. Meaningless Movements (4:40) (Andreas Kisser / Sepultura)
9. Infected Voice (3:18) (Andreas Kisser / Sepultura)
10. Orgasmatron* (4:15) (Michael Burston / Phil Campbell / Peter Gill / Lemmy)
11. Intro* (1:32) (Sepultura)
12. C.I.U. (Criminals in Uniform)[1] (4:17) (Katherine Ludwig Moses / Sepultura)
13. Desperate Cry (Scott Burns Mix)[1] (6:43) (Sepultura)